# Ultima Online
Ultima Online (UO) – gra komputerowa typu MMORPG, wydana we wrześniu 1997 roku przez Origin Systems. Od momentu wydania doczekała się ośmiu dodatków, wśród których dodatek Ultima Online: Kingdom Reborn w 2007 roku wprowadził nowy silnik graficzny z udoskonaloną grafiką. Rozgrywka jest umieszczona w świecie fantasy znanym z serii Ultima.

## Produkcja
Jej głównym twórcą jest Richard Garriott znany również jako Lord British. W 2004 roku grę przejęło Electronic Arts, dwa lata później Mythic Entertainment, a od 1 lutego 2014 roku wydawcą jest firma Broadsword.
Gra jest obsługiwana przez oficjalną sieć kilkudziesięciu serwerów zlokalizowanych we wszystkich strefach czasowych świata. Największa popularność gra zyskała w Japonii. Po wydaniu dodatku Samurai Empire, Japończycy stanowią najliczniejszą grupę graczy.
Gra wymaga opłacenia miesięcznego abonamentu. Istnieje również możliwość zakupu tak zwanych kart GameTime, które działają tak jak telefoniczne karty przedpłacone.

## Odbiór
Ultima Online została wpisana ośmiokrotnie do Księgi rekordów Guinnessa: Gamer’s Edition 2012, między innymi w kategoriach: „First MMORPG to Reach 100,000 Players”, „Longest Running MMORPG”, czy „First and Only Person to Kill Lord British”.